# Asamblea Legislativa de Tonga
La Asamblea Legislativa (en tongano: Fale Alea) es el órgano que ejerce el poder legislativo en el Reino de Tonga. Está controlada por el presidente de la Cámara, que es elegido por la mayoría de los miembros electos del Parlamento y designado constitucionalmente por el Rey.

## Historia
Una Asamblea de representación de nobles y plebeyos fue establecida en 1862 por el Rey Jorge Tupou I. Este cuerpo se reunió cada cuatro años y continuó en la Constitución de 1875.
Originalmente, la Asamblea Legislativa consistía en todos los titulares de títulos nobiliarios, un número igual de representantes de personas, los gobernadores de Ha'apai y Vava'u, y al menos cuatro ministros de gabinete elegidos por el monarca. Un aumento en el número de nobles de veinte a treinta hizo que la Asamblea creciera a 70 miembros. Las enmiendas en 1914 vieron una reducción en el tamaño de la Asamblea y las sesiones anuales. El principio de representación igual de nobles y plebeyos se mantuvo.
En abril de 2010, la Asamblea Legislativa promulgó un paquete de reformas políticas, aumentando el número de representantes de nueve a diecisiete personas, con diez escaños para Tongatapu, tres para Vava'u, dos para Ha'apai y uno para Niuas y 'Eua.
El 12 y 13 de febrero de 2018 el Ciclón Gita, un ciclón tropical de Categoría 4 que atravesó la nación destruyó la casa del Parlamento, de más de 100 años de antigüedad.

## Posición constitucional

### Composición y sistema electoral
El funcionamiento del poder legislativo está recogido en la Segunda Sección de la Constitución del Reino. El Artículo 56 establece que los facultados para promulgar leyes son el Rey y los representantes nobles y populares reunidos en la Cámara.
La Asamblea Legislativa está compuesta por 26 miembros. 17 de ellos son elegidos por los ciudadanos en distritos electorales uninominales para un mandato de 5 años, mientras que los 9 miembros restantes son elegidos entre los 33 nobles hereditarios del país. A su vez, se compone de los miembros del Gabinete, por lo que, en caso de que un ministro no sea a la vez Representante Popular por alguno de los distritos electorales, contrará con escaño ex-officio.
Existen 17 distritos electorales uninominales para la Asamblea Legislativa, que se corresponden con secciones de las diferentes islas habitadas que componen el país. La isla de Tongatapu, la más poblada, es abarcada por diez distritos, seguida de Vava'u por tres, Ha'apai por dos, y de 'Eua y Niuas por uno cada una.
El Artículo 65 establece que puede ser electo como Representante Popular, toda persona no noble, con plenas facultades mentales y mayor de veintiún años de edad, siempre que no haya sido condenada por un delito penal y condenada una pena de prisión de más de dos años, a menos de que haya recibido un indulto real.

### Mandato
El mandato de los miembros de la Asamblea Legislativa termina cuatro años después de la última elección general o el día de la disolución de la cámara. El derecho de disolución recae sobre el rey de Tonga. En caso de fallecimiento, destitución o renuncia de un Representante, ya sea Noble o Popular, el presidente de la Asamblea ordenará la celebración de una elección parcial para que los nobles o los electores del distrito que representó elijan a su sucesor.
El Artículo 38, que regula las relaciones entre el Rey y el Parlamento, dispone que el primero puede convocar la Asamblea Legislativa en cualquier momento y disolverla a su gusto, así como ordenar elecciones. Sin embargo, el Reino no puede carecer de la reunión de la legislatura por un período superior a un año. 

## Presidente de la Asamblea
La Asamblea Legislativa está presidida por un Presidente, designado por el monarca.
El Presidente actual es Lord Fakafanua. 

### Presidentes de la Asamblea
Lista de Presidentes de la Asamblea: 
| Nombre                   | Inicio                  | Final                   |
| ------------------------ | ----------------------- | ----------------------- |
| Hon. Viliami Tungi       | 1875                    | 1896                    |
| Hon. Siaosi Fuku'aho     | 1897                    | 1897                    |
| Hon. Siaosi Tu'ipelehake | 1897                    | 1912                    |
| Hon. Finau 'Ulukalala    | 1912                    | 1938                    |
| Hon. Iosaiasi Veikune    | 1939                    | 1940                    |
| Hon. Tu'ivakano          | 1941                    | 1941                    |
| Hon. Nuku                | 1942                    | 1944                    |
| Hon. Iosaiasi Veikune    | 1945                    | 1945                    |
| Hon. Tu'ivakano          | 1946                    | 1948                    |
| Hon. Iosaiasi Veikune    | 1949                    | 1949                    |
| Hon. Tu'ivaikano         | 1950                    | 1950                    |
| Hon. Kalaniuvalu         | 1951                    | 1958                    |
| Hon. Ma'afu Tukui'aulahi | 1959                    | 1984                    |
| Hon. Kalaniuvalu         | 1985                    | 1986                    |
| Hon. Malupo              | 1987                    | 1989                    |
| Hon. Fusitu'a            | 1990                    | 1998                    |
| Hon. Veikune             | 1999                    | 2002                    |
| Siale'ataonga Tu'ivakano | 1 de julio de 2002      | 2004                    |
| Hon. Veikune             | 22 de marzo de 2005     | 2006                    |
| Hon. Havea Tui'ha'angana | 2006                    | 2008                    |
| Hon. Tu'ilakepa          | 29 de abril de 2008     | 2010                    |
| Lord Tupou (interino)    | 3 de diciembre de 2010  | 21 de diciembre de 2010 |
| Hon. Lasike              | 21 de diciembre de 2010 | 18 de julio de 2012     |
| Lord Fakafanua           | 19 de julio de 2012     | 29 de diciembre de 2014 |
| Lord Tuʻivakanō          | 30 de diciembre de 2014 | Diciembre de 2017       |
| Lord Fakafanua           | Diciembre de 2017       | en el cargo             |

## Períodos de la Asamblea Legislativa de Tonga
Hasta 2010, el gobierno era nombrado por el monarca sin tomar en cuenta al Parlamento, y no había partidos políticos. La reforma política en 2010 vio al primer ministro elegido por el Parlamento entre sus miembros.
| Período            | Elegido            | Gobierno      |
| ------------------ | ------------------ | ------------- |
| Parlamento de 2010 | Elecciones de 2010 | Independiente |